# Marwa Salmi
Pour les articles homonymes, voir Salmi.
Marwa Salmi, née le 14 novembre 2004, est une karatéka marocaine.

## Carrière
Marwa Salmi est médaillée d'or en kata par équipe aux Jeux de la solidarité islamique de 2021 à Konya et médaillée d'argent en kata par équipe aux Championnats d'Afrique de karaté 2022 à Durban.
Elle remporte la médaille d'or en kata par équipes aux Jeux africains de plage de 2023 à Hammamet.
En mars 2024, elle est médaillée d'argent en kata par équipes aux Jeux africains à Accra.